# Aşağıyongalı, Muş
Aşağıyongalı là một xã thuộc thành phố Muş, tỉnh Muş, Thổ Nhĩ Kỳ. Dân số thời điểm năm 2011 là 780 người.